# Euryattus breviusculus
Euryattus breviusculus là một loài nhện trong họ Salticidae.
Loài này thuộc chi Euryattus. Euryattus breviusculus được Eugène Simon miêu tả năm 1902.